# Dirk Vollenbroich

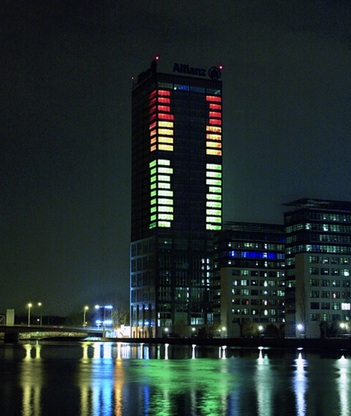
Hausmusik, Installation, interaktiver Audiopegel, Treptowers Berlin, 2006

Dirk Vollenbroich (dɜːk ˈfɔln̩bʁoːx) (* 27. Dezember 1969 in Burgsteinfurt, Nordrhein-Westfalen) ist ein deutscher Bildhauer, Installationskünstler und Aktionskünstler. Als Vollenbroichs Markenzeichen gelten Gebäude, die durch Lichtinstallationen mit ihrer Umgebung interagieren.

## Leben
Vollenbroich studierte von 1994 bis 1996 Physikalische Technik an der FH Münster. Von 1996 bis 2003 absolvierte er ein Studium an der Kunstakademie Münster bei Lutz Mommartz. Er war Meisterschüler bei Timm Ulrichs.

## Werke
- 2006: Hausmusik, Treptowers, Alt-Treptow, Berlin
- Short circuit, Biennial Audio Visual, Madrid Abierto, Spain
- 2009: My Heart in Rio, Oi-Futuro Stiftung, Rio de Janeiro, Brasilien
- 2015: Erleuchtung, Zentrum für internationale Lichtkunst Unna

## Auszeichnungen
- 2001: Cité Internationale des Arts Paris, Paris
- 2009/2010: Baldereit Fine Art Scholarship Baden-Baden
- 2015: International Light Art Award (Finalist)

## Sammlungen
- The Art of Translation, WDR
- Let’s go disco, Sammlung Alain Servais

## Ausstellungen
- SOS Poetry, Museu de Arte do Rio, Brasil
- Enlightenment, Centre for International Lightart, Unna
- The Art of Translation, permanent Media Sculpture, WDR Cologne
- My Heart in Rio, Foundation OI-Futuro, Rio de Janeiro, Brazil
- My Heart in Baden-Baden, Foundation Baldreit, Baden-Baden
- Short Circuit, Biennial Audio Visual, Madrid Abierto, Spain
- Housemusic, Luminale / DEGI Art Foundation, Frankfurt
- Housemusic, Allianz Art Foundation, Berlin Lufthansa light, Art Foundation Lufthansa AG, Cologne
- Coming out, Museum for Contemporary Art, Siegen
- Powers of the Darkness, Museum of Modern Art, Frankfurt
- Super Nova, Iduna-Nova AG, Münster